# 巴斯市政廳
巴斯市政廳（英語：The Guildhall）是英國英格蘭薩默塞特郡城市巴斯的市政廳。巴斯市政廳修建於1775年至1778年，由Thomas Warr Attwood設計。該建築是英國I級登錄建築。市政廳的後側有市政廳市場。

## 外部連結
- 360 degree panorama （页面存档备份，存于）
- Guildhall covered market （页面存档备份，存于）